# Вислевский, Фёдор Павлович
Фёдор Павлович Вислевский (1921—1957) — капитан Рабоче-крестьянской Красной Армии, участник Великой Отечественной войны, Герой Советского Союза (1943).

## Биография
Фёдор Вислевский родился 1 февраля 1921 года в селе Лосево (ныне — Павловский район Воронежской области) в семье крестьянина. Окончил среднюю школу, затем курсы животноводов, после чего работал в колхозе, участвовал во Всесоюзной сельскохозяйственной выставке. В 1940 году Вислевский был призван на службу в Рабоче-крестьянскую Красную Армию. В 1942 году он окончил военное пехотное училище и был направлен на фронт Великой Отечественной войны. В том же году он вступил в ВКП(б). Участвовал в боях под Брянском и Воронежем, Сталинградской и Курской битвах. К октябрю 1943 года старший лейтенант Фёдор Вислевский командовал батареей 384-го артиллерийского полка 193-й стрелковой дивизии 65-й армии Центрального фронта. Отличился во время битвы за Днепр.
15 октября 1943 года Вислевский вместе с бойцами своей батареи одним из первых переправился через Днепр в районе села Каменка Репкинского района Черниговской области Украинской ССР. Благодаря его умелому управлению боевыми действиями батареи были подавлены артиллерийская и миномётная батареи, уничтожены 3 дзота, 8 пулемётов, а также большое количество вражеских солдат и офицеров. Во время боя Вислевский возглавил группу из своих бойцов и сумел захватить миномётную батарею противника.
Указом Президиума Верховного Совета СССР от 30 октября 1943 года за «образцовое выполнение боевых заданий командования на фронте борьбы с немецкими захватчиками и проявленные при этом мужество и героизм» старший лейтенант Фёдор Вислевский был удостоен высокого звания Героя Советского Союза с вручением ордена Ленина и медали «Золотая Звезда» за номером 1531.
Конец войны встретил в Берлине. После её окончания в звании капитана он был уволен в запас. Вернулся на родину, работал в Лосевской машинно-тракторной станции. Умер 26 июля 1957 года, похоронен в селе Лосево.
Был также награждён орденами Красного Знамени, Александра Невского, Красной Звезды, а также рядом медалей. В честь Вислевского названа улица в Лосево.